# Cesancey
Cesancey ist eine französische Gemeinde im Département Jura in der Region Bourgogne-Franche-Comté. Sie gehört zum Arrondissement Lons-le-Saunier und zum Kanton Saint-Amour. 
Die Nachbargemeinden sind 
- Gevingey im Norden,
- La Chailleuse im Osten,
- Val-Sonnette im Südwesten,
- Trenal im Nordwesten.

## Bevölkerungsentwicklung
| Jahr                       | 1962 | 1968 | 1975 | 1982 | 1990 | 1999 | 2008 | 2017 |
| Einwohner                  | 296  | 255  | 252  | 315  | 312  | 334  | 404  | 392  |
| Quellen: Cassini und INSEE |      |      |      |      |      |      |      |      |

## Wirtschaft
Die Rebflächen in Cesancey gehören zum Weinanbaugebiet Côtes du Jura.

## Weblinks

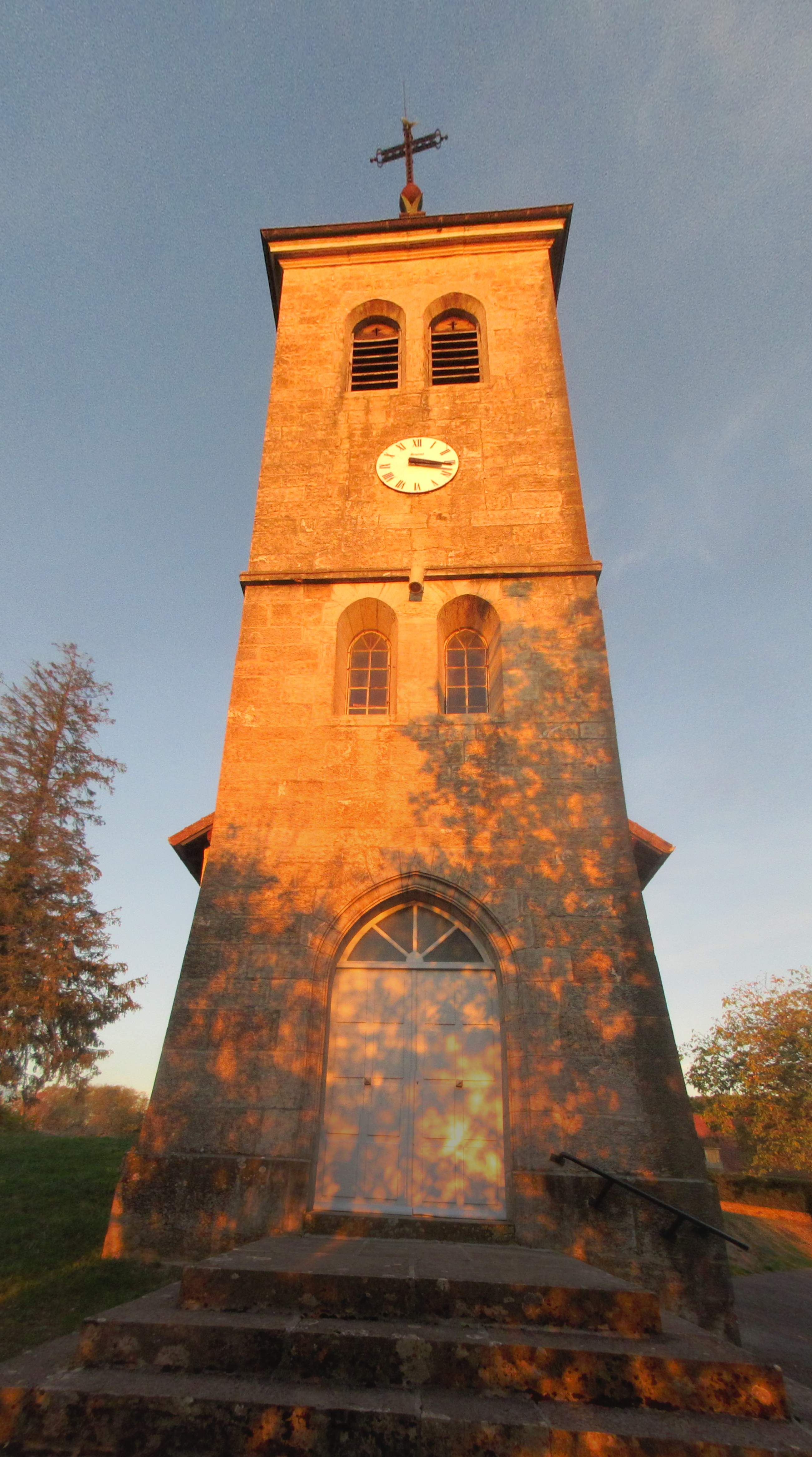
Turm der Kirche Saint-Nicet